# Les Plans (Hérault)
Les Plans (okzitanisch: Los Plans) ist ein Ort und eine südfranzösische Gemeinde mit 317 Einwohnern (Stand: 1. Januar 2022) im Département Hérault in der Region Okzitanien (vor 2016: Languedoc-Roussillon). Die Gemeinde gehört zum Arrondissement Lodève und zum Kanton Lodève. Die Einwohner werden Planois oder Planols genannt.

## Lage
Les Plans liegt etwa 51 Kilometer westnordwestlich von Montpellier. Umgeben wird Les Plans von den Nachbargemeinden Lauroux im Norden und Nordosten, Lodève im Süden und Osten, Lunas-les-Châteaux im Südwesten, Joncels im Westen sowie Roqueredonde im Nordwesten.

## Bevölkerungsentwicklung
| Jahr                      | 1962 | 1968 | 1975 | 1982 | 1990 | 1999 | 2006 | 2013 |
| Einwohner                 | 117  | 123  | 141  | 177  | 246  | 265  | 290  | 296  |
| Quelle: Cassini und INSEE |      |      |      |      |      |      |      |      |

## Sehenswürdigkeiten
- Kapelle Saint-Sauveur aus dem 10. Jahrhundert
- Meteorologische Radarstation im Escandorque